# Lý thuyết cờ vua

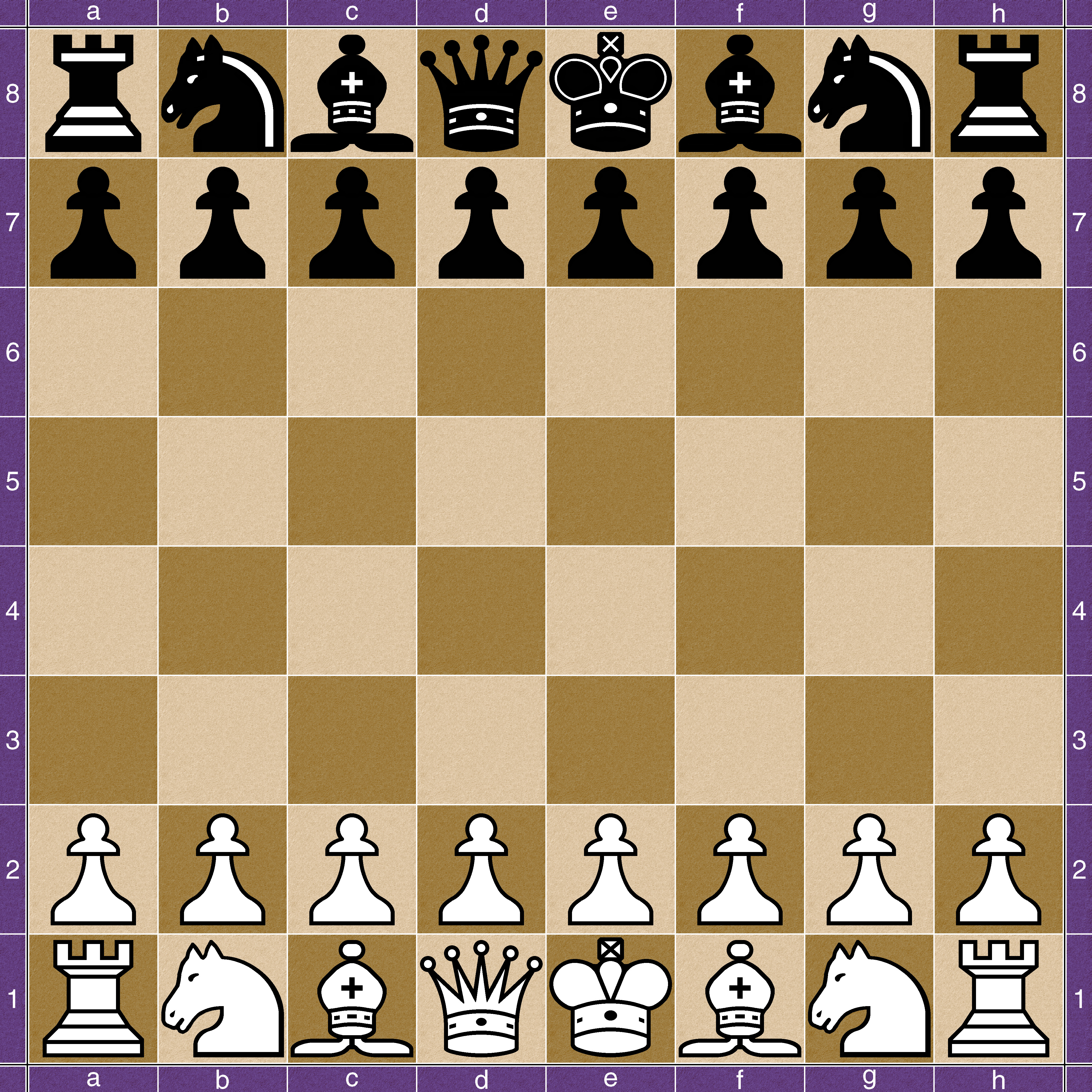
Thế cờ ban đầu của cờ vua

Ván cờ vua thường được chia thành ba giai đoạn: Khai cuộc, trung cuộc và tàn cuộc. Có rất nhiều lý thuyết liên quan đến cách chơi ván cờ trong mỗi giai đoạn này, đặc biệt là phần khai cuộc và tàn cuộc. Những người viết về lý thuyết cờ vua, thường cũng là những kỳ thủ lỗi lạc, được gọi là "nhà lý thuyết".
"Lý thuyết khai cuộc" thường đề cập lý thuyết về các khai cuộc. "Lý thuyết tàn cuộc" bao gồm các lý thuyết liên quan đến các thế cờ cụ thể hoặc các thế cờ tương tự, mặc dù có một số nguyên tắc được áp dụng phổ biến. "Lý thuyết trung cuộc" thường đề cập đến các châm ngôn hoặc nguyên tắc áp dụng cho trung cuộc. Tuy nhiên, xu hướng hiện đại là coi trọng việc phân tích thế cờ cụ thể hơn là các nguyên tắc chung chung.
Sự phát triển của lý thuyết trong tất cả các lĩnh vực này đã được hỗ trợ bởi tài liệu rộng lớn về ván cờ. Vào năm 1913, nhà sử học cờ vua nổi tiếng H. J. R. Murray đã viết trong cuốn sách A History of Chess dày 900 trang của mình rằng: "Cờ vua sở hữu một nền văn học có nội dung vượt quá tất cả các trò chơi khác cộng lại." Ông ước tính rằng vào thời điểm đó "tổng số sách về cờ vua, tạp chí cờ vua và các tờ báo cờ vua có lẽ vượt quá 5.000". Vào năm 1949, B. H. Wood ước tính rằng con số đã tăng lên khoảng 20.000. David Hooper và Kenneth Whyld đã viết vào năm 1992 rằng, "Kể từ đó, số lượng các ấn phẩm cờ vua mới tăng đều đặn qua từng năm. Không ai biết có bao nhiêu ấn bản đã được in ..." Thư viện cờ vua lớn nhất thế giới, bộ sưu tập của John G. White  tại Thư viện Công cộng Cleveland, có hơn 32.000 sách cờ vua, trong đó có hơn 6.000 tập sách định kỳ về cờ vua.Người chơi cờ ngày nay cũng tận dụng các nguồn lý thuyết từ máy tính.

## Lý thuyết khai cuộc

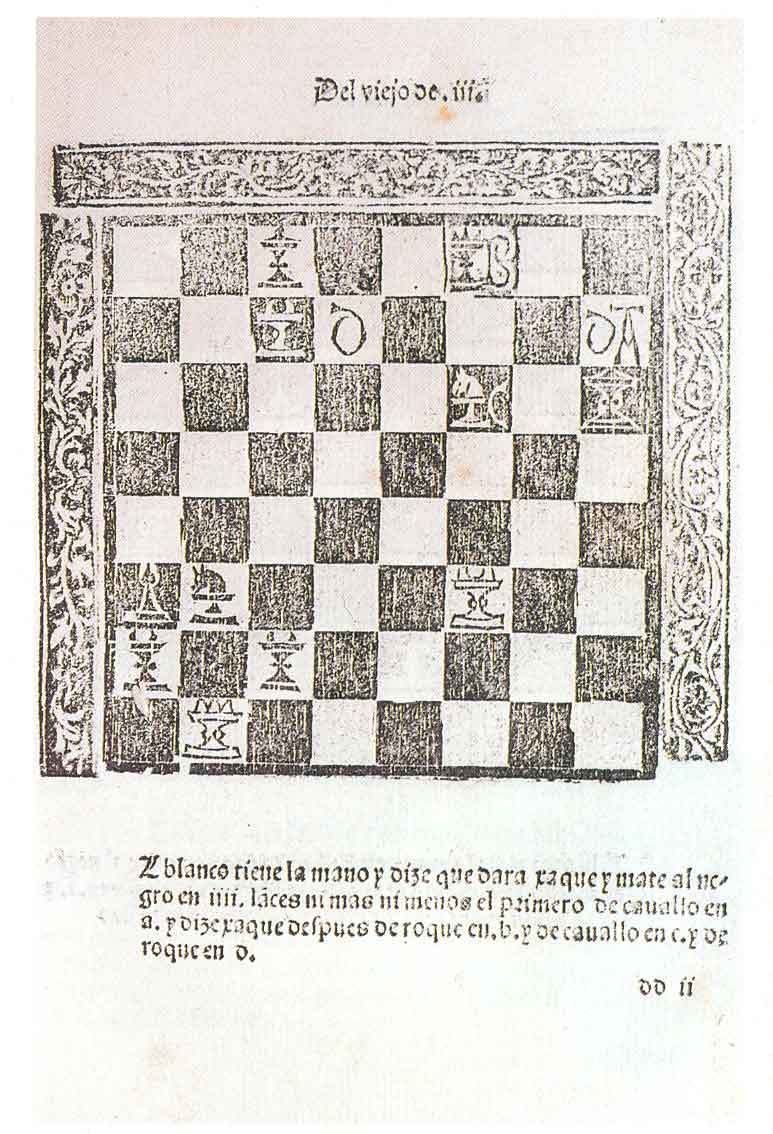
Sách Repeticion de Amores y Arte de Ajedrez của Lucena có phân tích về lý thuyết cờ vua

Các công trình nghiên cứu về lý thuyết cờ vua có niên đại chính xác là Repeticion de Amores y Arte de Ajedrez của kỳ thủ Tây Ban Nha Luis Ramirez de Lucena xuất bản năm 1497 trong đó bao gồm phân tích về mười một khai cuộc. Một số ngày nay được biết đến với tên gọi Giuoco Piano, Ruy Lopez, Phòng thủ Petrov, Khai cuộc của Tượng, Phòng thủ Damiano và Phòng thủ Scandinavia, mặc dù Lucena không sử dụng các tên đó.
Tác giả và ngày xuất bản của bản thảo Göttingen không được biết đến chính xác, và ngày xuất bản của nó được ước tính là vào khoảng giữa năm 1471 và 1505. Người ta  cũng không biết nó hay cuốn sách của Lucena được xuất bản trước. Bản thảo bao gồm các ván cờ với các khai cuộc được gọi là Phòng thủ Damiano, Phòng thủ Philidor, Giuoco Piano, Phòng thủ Petrov, Khai cuộc của tượng, Ruy Lopez, Khai cuộc Ponziani, Gambit Hậu được tiếp nhận, 1.d4 d5 2.Bf4 Bf5 (một dạng của Hệ thống Luân Đôn), Khai cuộc Bird, và Khai cuộc Anh. Murray nhận xét rằng "Đó không phải là tập hợp ngẫu nhiên các khai cuộc, mà là một nỗ lực để phân tích các khai cuộc có hệ thống."
15 năm sau khi Lucena xuất bản cuốn sách, một dược sĩ người Bồ Đào Nha Pedro Damiano xuất bản cuốn uesto libro e da imparare giocare a scachi et de la partiti tại Rome. Trong đó có phân tích của Gambit Hậu tiếp nhận, cho thấy điều gì sẽ xảy ra nếu Đen cố gắng giữ lợi thế tốt với b5. Cuốn sách của Damiano thời đó là cuốn sách bán chạy nhất đầu tiên của cờ vua hiện đại. Harry Golombek viết rằng "nó đã trải qua tám lần xuất bản vào thế kỷ XVI và sang thế kỷ tiếp theo với danh tiếng không hề giảm." Những kỳ thủ cờ vua hiên nay biết đến Damiano chủ yếu vì tên của ông mang tên khai cuộc yếu Phòng thủ Damiano (1.e4 e5 2.Nf3 f6?), Mặc dù ông lên án nó hơn là tán thành.